# 이와사키 야타로
이와사키 야타로(일본어: 岩崎 弥太郎, 1835년 1월 9일 ~ 1885년 2월 7일)는 도사번 몰락 향사(鄕士) 집안 출신의 사무라이이자 일본의 재벌로 미쓰비시의 창립자 겸 초대 총수이다. 도사번의 용달 역부터 시작해 메이지 시대에는 해운업, 무기 거래, 우편 서비스 등으로 큰 부를 쌓았으며, 정경유착으로 독점적 이익을 누려 악명이 높다. 휘(諱)는 토시(敏) 혹은 히로시(寛), 아호(雅号)는 도잔(東山). 별명은 도사야 젠베에(土佐屋善兵衛), 야타로(彌太郎).

## 출신 배경
도사(지금의 고치현 아키시)에서 지게로닌(地下浪人)이었던 이와사키 야지로와 미와의 장남으로 태어났다. 그의 고향인 도사번은 에도 막부 초기 도토미국의 영주 야마우치 가즈토요가 영지 이동하면서 만들어졌다. 도사 야마우치 씨라 불리는 이들은 데려온 누대의 가신들을 상급무사(上士,죠시)로, 원래 토착 무사로서 조소카베씨의 부하였던 이들을 하급무사(下士,카시) 혹은 향사로 계급을 이원화해 번정을 운영했다. 특히 지게로닌이란, 본래 향사였던 자가 지위를 팔아 낭인으로 떨어진 계급으로 야타로의 증조부인 미지에몬 때 낭인이 되었다고 한다.

## 생애
어릴 적부터 글재주가 있어 12대 도사 번주인 야마우치 도요히로에게 한시를 지어 올리기도 하는 등 두각을 나타냈으나 워낙 아버지 야지로가 술과 도박에 미치고 생활력이 없어 공부를 계속할 수 없었다. 이대로는 미래가 없음에 초조했던 야타로는 21세 때 번청의 허가와 용달 상인의 지원으로 에도에 유학했다. 에도의 주자학자 아사카 곤사이의 학숙에 입학해 면학에 힘썼지만, 부친 야지로가 농업용수를 독점하려던 자들에게 맞아 중태가 됐다는 소식을 듣고 급히 귀향했다. 부친의 억울함을 호소하다 번번히 번청의 무시를 당해 분했던 나머지, 번청 대문에 불온한 글을 칼로 새겨 투옥됐는데 같은 수감자 중 장사치가 있어 산술과 상술을 깨쳤다.
석방 후 살던 마을에서도 추방됐지만, 다행히 에도에서 참근교대 중 소동을 일으켜 실각중이던 요시다 도요의 쇼린주쿠(少林塾)에 입학했다. 이후 도요가 참정(參政,번내 최고위직)에 복귀하자 그도 번사로 등용돼 나가사키에 용달 역으로 파견되나, 유흥으로 왜은(倭銀) 1백냥의 공금을 유용해 삭탈관직됐다. 장사치로 떨어진데다 벌이도 변변찮았던 그는 당시 존왕양이파 하급무사들인 도사 근왕당이 상급무사들과 분쟁을 일으키자 미마와리(見廻, 순찰)로 재발탁돼 근왕당을 감시했다. 그 후 27세가 되던 1861년에 나가오카군 미와무라의 다카시바 시게하루(高芝重春)의 차녀 키세(喜勢)와 결혼한다.
1862년(분큐 2년) 도요가 도사근왕당의 자객들에게 암살되자 야타로는 도요의 양자인 고토 쇼지로에게 범인을 검거하라는 명을 받았다. 탈번해 도주한 자객들이 오사카로 갔다는 정보를 입수한 그는 동료인 이노우에 사이치로(井上佐市郎)와 오사카에 갔으나, 증빙 서류를 깜박한 탓에 심한 질책을 받은 후 일단 홀로 귀향했다. 명목상 도사번의 참근교대 수행역이었으나 먼저 수색 임무를 하던 이노우에가 도사근왕당 자객 오카다 이조에게 암살된다. 전화위복으로 사지를 벗어났던 야타로는 범인 색출 임무를 계속하려 했으나 존왕양이의 기세가 하늘을 찌르던 교토, 오사카 등지의 분위기에 압도돼 무단으로 낙향했다. 야타로는 관직을 잃고 다시 변변찮은 장사에 나서야 했다. 곧 도사근왕당이 번내 문벌 귀족들과 연합해 쿠데타를 일으키고 번정을 장악하면서 쇼지로와 신오코제구미들도 실각했다.
1867년(분큐 7년)까지 야타로는 목재 장사에서 큰 재미를 봤다. 처음엔 목재가 안팔려 손해만 보던 그가 목재 판매에 무료 집수리 조건을 붙이자 너도나도 목재를 사려해 그 뒤 승승장구했다. 이것이 복귀 후 번정을 재장악한 고토 쇼지로의 눈에 띄어 번립 도사상회(土佐商会) 주임에 발탁됐고, 이내 나가사키 지점장(長崎留守居役)으로서 무역업에 나섰다. 당시 나가사키에는 도사번 향사 출신이자 메이지 유신의 산파 사카모토 료마가 탈번의 죄를 사면 받고 막부의 해군 조련소 출신 동료들과 가메야마샤추(亀山社中)를 조직중이었다. 이들은 가이엔타이(海援隊)를 출범시켜 도사번과 손잡고 해운업을 시작하면서 야타로가 도사 측 책임자로서 경리와 감사역을 담당했다. (공식기록상으로는 이와사키 야타로와 사카모토 료마의 첫 접점이 된다.) 감사이다보니 료마를 비롯한 가메야마샤추와 대립 및 갈등을 겪기도 했으나 여러 기록에서 서로 친분을 쌓았던 모습이 나타난다. 야타로는 자기의 꿈과 뜻을 료마에게 술자리에서 곧잘 토로했으며 그때마다 료마가 손벽을 치며 기뻐하고 응원했다 적고 있다. 또 료마가 나가사키를 떠날 때 고액의 전별금을 주기도 했다고 한다.
1868년(메이지 원년) 도사상회 나가사키 지점이 폐쇄된 후 도사상회 부속 가이세이칸(開成館) 오사카 출장소로 인사이동했다. 도사상회는 이듬해 츠쿠모(九十九) 상회로 명칭 변경됐으며 야타로는 해운업으로 부를 축적해 갔다. 그는 당시 도사야 젠베에(土佐屋善兵衛)란 가명으로 서류에 싸인했다고 한다.
1873년(메이지 6년) 메이지 신정부의 폐번치현으로 도사번도 없어지고 도사 번주 야마우치 요도가 방탕한 생활로 막대한 부채를 남기자, 야타로는 고토 쇼지로의 주선으로 도사 번의 남은 부채 중 일부를 인수하는 조건에 증기선 2척을 인수했다. 정식으로 자기 명의의 해운업을 시작한 그는 츠쿠모 상회 자리(현재 오사카시 니시구)에 미쓰비시 상회(오늘날의 미쓰비시 그룹)를 설립했다. 오늘날까지 잘알려진 미쓰비시 그룹의 마크는 도사 번주 야마우치 가의 삼엽백문과 이와사키 가의 삼계능 문양을 합쳐 만든 것이다. 그는 도사 번 출신 또는 가이엔타이 출신들을 신분 고하를 막론하고 특채해 그룹을 경영했다.

야마우치케노 도사가시와 (土佐柏)
이와사키케노 상가이히시(重ね三階菱)
미쓰비시 로고

최초로 야타로가 거액의 이문을 남겼던 때는 메이지 신정부가 새로운 통화를 공표하고 당시 옛 번들이 발행했던 구통화나 어음, 채권 등을 인수하는 과정이었다. 야타로는 금 10만 냥에 달하는 자금을 융통해 구 채권을 매점하고 이것을 신정부에 되팔아 막대한 차익을 얻었다. 당시 메이지 신정부의 참의가 된 고토 쇼지로의 주선으로 가능했는데, 이는 일본 근대화 이후 최초의 정경유착 사례이자 현재 기준으로는 내부정보관리규정 위반으로의 위법이다.
1874년(메이지 7년) 일본 제국의 대만 출병 당시 군자 수송을 맡아 신용을 쌓았다.
1877년(메이지 10년) 세이난 전쟁 때는 군수업무를 독점해 막대한 이문을 남겼다. 정부 주도 인프라 사업까지 연이어 수주해 그룹 규모를 크게 키운 야타로는 '나라가 있고서 미쓰비시(国あっての三菱)'라고 사원 훈시 때마다 강조했다 한다. 그러나 해운에서 독점적 이윤을 누리고 정경유착으로 팽창한 미쓰비시 그룹에 대해 언론이 연이어 비판 기사를 때리는 등 적대적 여론이 비등했다. 특히 당시 일본 농상공부 장관(農商務卿) 사이고 주도(西郷従道)는 이렇게 말했다. '미쓰비시의 폭리는 국가를 해친다(三菱の暴富は国賊なり)' 이에 대해 이와사키는 '진정 미쓰비시가 국가를 해친다면 내 배를 모두 불태워도 좋다. 그게 국익인가'라고 반박하며 미쓰비시의 공헌을 크게 강조했다.
1878년(메이지 11년) 기오이자카의 변(紀尾井坂の変)으로 오쿠보 도시미치가 암살당하고 1881년 개척사 관유물 불하사건으로 오쿠마 시게노부가 실각하는 등, 미쓰비시 그룹의 뒷배가 됐던 인물들이 하나둘 정치를 떠나면서 미쓰비시 그룹을 여론의 표적으로부터 지켜줄 보호막이 없어졌다. 오쿠마 등과 대립했던 이노우에 가오루나 시나가와 야지로(品川弥二郎) 등에 의해 미쓰비시는 재벌 모순의 상징으로 매도됐다.
1882년(메이지 15년) 시부사와 에이이치(渋沢栄一), 미쓰이 그룹의 마스다 다카시(益田孝), 오쿠라 재벌의 오쿠라 기하치로(大倉喜八郎) 등 반 미쓰비시 세력이 공동 출자해 공동운송회사를 설립하고 당시 해운업을 독점하던 미쓰비시를 압박했다. 2년 여의 걸친 극한 경쟁 속에 운임이 미쓰비시 독점 시절 대비 10분의 1 정도까지 떨어졌다. 게다가 미국 계의 퍼시픽 메일(Pacific Mail) 사나 영국 계의 P&O 사 등 외국계 운송 회사까지 그야말로 피튀기는 덤핑 경쟁 속에, 이와사키 야타로는 적송 화물을 담보로 자금을 융통해주는 '하위체금융(荷為替金融)'을 고안해 경쟁에서 살아남았다. 요즘으로 치면 대부업 혹은 캐피탈에 해당하는 이 사업은 후일 일본 은행을 거쳐 오늘날 미쓰비시 은행의 모체가 된다.
1885년(메이지 18년) 양력 2월 7일 18시 30분 이와사키 야타로는 위암으로 사망한다. 향년 51세.
그의 사후 미쓰비시 상회는 정부의 지원 아래, 가혹한 덤핑을 반복해 빈사상태에 빠진 공동운송회사를 합병하고 일본우선(日本郵船)으로 탈바꿈했다. 그리고 2대 미쓰비시 그룹 총수에 오른 그의 친동생 이와사키 야노스케가 메이지 천황의 특별 지시로 귀족원 의원에 올랐다. 일본우선은 현재 미쓰비시 재벌의 모체가 됐으며 야노스케는 당시 일본 최대 그룹 총수로서 일본 은행 총재(재임기간:1896년 11월 11일 - 1898년 10월 20일)까지 겸임하였다.

## 기타
- 이와사키가 설립한 미쓰비시 상선학교(三菱商船学校)는 이후 관립 동경상선학교(東京商船学校)가 됐다가 현재 국립 도쿄해양대학 해양공학부(東京海洋大学海洋工学部)가 됐다.
- 일본에 보너스를 처음 도입한 인물이다.
- 아랫연배 혹은 후배에게 한 턱 내는 것을 습관처럼 여겨, 이것을 가훈으로 이와사키 가문에 남겼다.[6]
- 맏사위 가토 다카아키, 둘째사위 기우치 주시로(木内 重四郎) 모두 헌정회 소속 정치인이다.
- 2010년 NHK 대하드라마 료마전에서 이와사키 야타로와 사카모토 료마가 소꿉친구로 등장한다. 작품에서 이와사키 야타로는 료마에 대해 일종의 열등 의식인 살리에리 증후군을 가지도록 묘사되나 실제 그들은 어린 시절 만난 적이 없다. 료마는 고치시 출신이고 야타로는 아키시 출신으로 그들의 어린 시절 집은 직선 거리로 약 36 km 떨어져 있으며 둘은 신분도 달랐다. 공식적인 기록으로 둘이 조우한 것은 나가사키이다.

## 같이 보기
- 토머스 블레이크 글로버

## 참고 자료
- 이이 나오유키(伊井直行) '이와사키 야타로' 부제:회사의 창조(『岩崎彌太郎「会社」の創造』) 고단샤 겐다이신쇼(講談社現代新書), 2010년 5월 발행
- 가와이 아쓰시(河合敦) '이와사키 야타로와 미츠비시 4대'(岩崎弥太郎と三菱四代) 겐토샤 신쇼(幻冬舎新書), 2010년 간행
- 안도 유이치로(安藤優一郎) '료마를 계승한 남자 이와사키 야타로'(龍馬を継いだ男　岩崎弥太郎) 아스키 신쇼(アスキー新書), 2009년 간행

## 관련 작품
- 모토미야 히로시(本宮ひろ志) '맹렬한 황금의 나라(猛き黄金の国)'; 이와사키 야타로의 반생을 다룬 만화로 다카라즈카 가극단에 작품으로 올려지기도 했다.(유키구미 2001년 공연, 주연: 토도로키 유우(轟悠))
- 난죠 노리오(南條範夫) '아카즈키노 군쇼'(暁の群像)
- 무라카미 겐조(村上元三)[7] '이와사키 야타로(岩崎弥太郎)'
- 시바 료타로(司馬遼太郎) '료마가 간다(竜馬がゆく)'
- 1968년 NHK 대하드라마 '료마가 간다(竜馬がゆく)' 나카오 아키라(中尾彬) 扮
- 1982년 TV 도쿄 12시간 초와이드 드라마 '료마가 간다(竜馬がゆく)' 아키노 다이사쿠(秋野太作) 扮
- 오이! 료마(お〜い!竜馬), 애니메이션(성우: 나카오 류세이(中尾隆聖))
- 2010년 NHK 대하드라마 '료마전(龍馬伝)' 가가와 데루유키(香川照之) 扮; 야타로의 1인칭 시점으로 료마를 묘사한 작품으로, 야타로와 료마가 소꿉친구 때부터 라이벌로 설정됐다.